# Angélica Peraza
Angélica Peraza – wenezuelska zapaśniczka w stylu wolnym. Srebrna medalistka mistrzostw panamerykańskich w 2001 roku.